# Seznam izdelovalcev violin v Sloveniji
Seznam izdelovalcev violin v Sloveniji
- Blaž Demšar
- Vilim Demšar
- Jože Kantušer
- Gabriel Lukas
- Ivan Milič
- Maksimiljan Skalar
- Jože Šobar
- Marijan Radaljac
- Pavel Skaza
- Milan Oreški